# Linda Mvusi

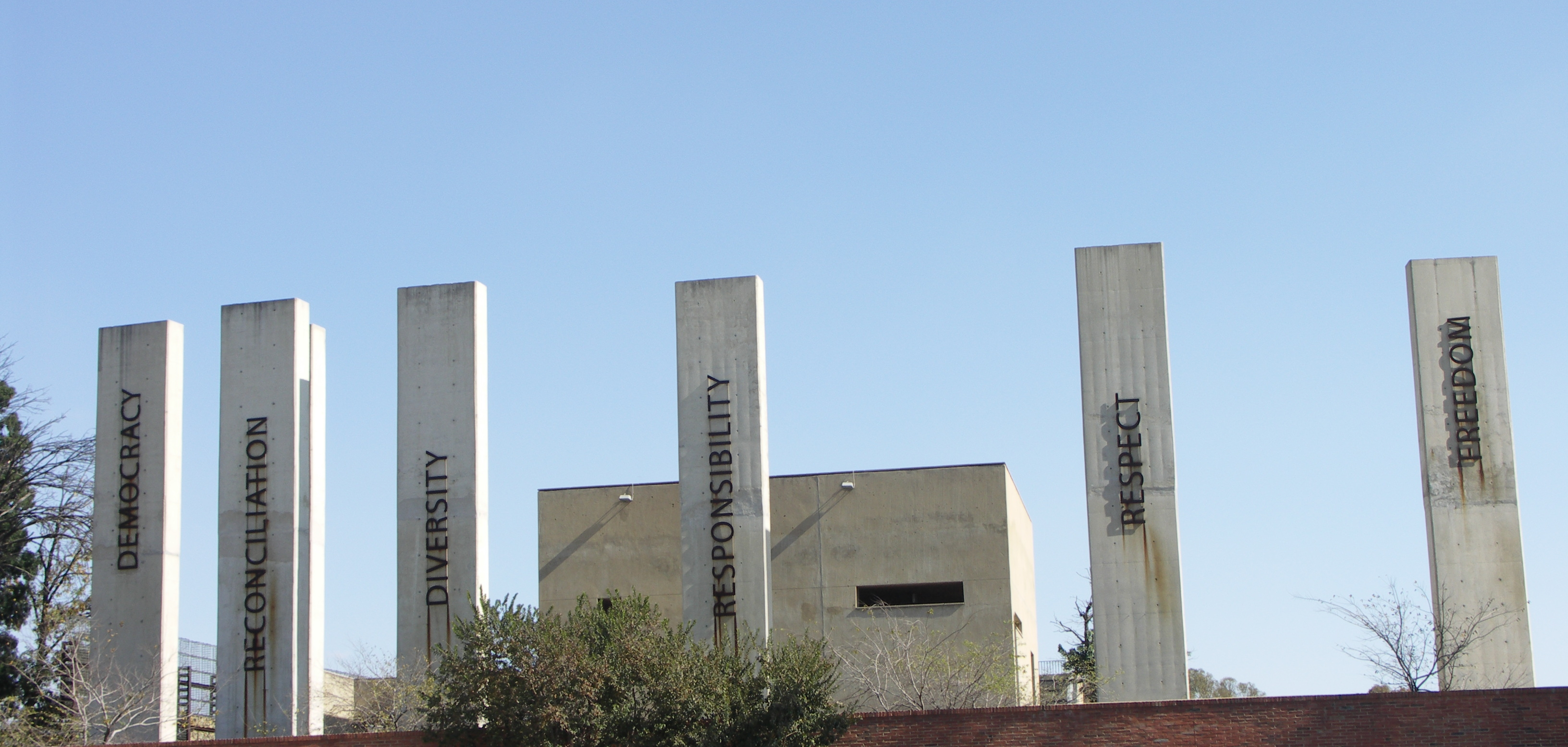
Le musée de l'Aparthei où Linda Mvusi a travaillé.

Linda Mvusi (né vers 1955 à Bloemfontein) est une actrice sud-africaine ayant remporté le prix d'interprétation féminine au Festival de Cannes 1988 en compagnie de Barbara Hershey et Jodhi May pour les rôles de Elsie, Diana Roth et Molly Roth dans Un monde à part (A World Apart) de Chris Menges.